# Comté d'Adams (Indiana)
Pour les articles homonymes, voir Comté d'Adams.
Le comté d'Adams, en anglais : Adams County, est l'un des comtés de l'État de l'Indiana. Le siège de comté se situe à Decatur.
Le comté abrite une importante communauté amish.

## Géographie

Carte des townships et des municipalités du comté

### Comtés adjacents
- comté d'Allen au nord,
- comté de Van Wert dans l'Ohio au nord-est,
- comté de Mercer dans l'Ohio au sud-est,
- comté de Jay au sud,
- comté de Wells à l'ouest,

### Municipalités
- Berne,
- Decatur,
- Geneva (Indiana),